# Juggijaur

Juggijaur är en by i Jokkmokks kommun, Norrbottens län. Orten är belägen intill sjön Juggijaure.
Vid folkräkningen 1890 hade byn 46 invånare och i december 2020 fanns det enligt Ratsit tre personer över 16 år registrerad med Juggijaur som adress.